# Doce pulgadas

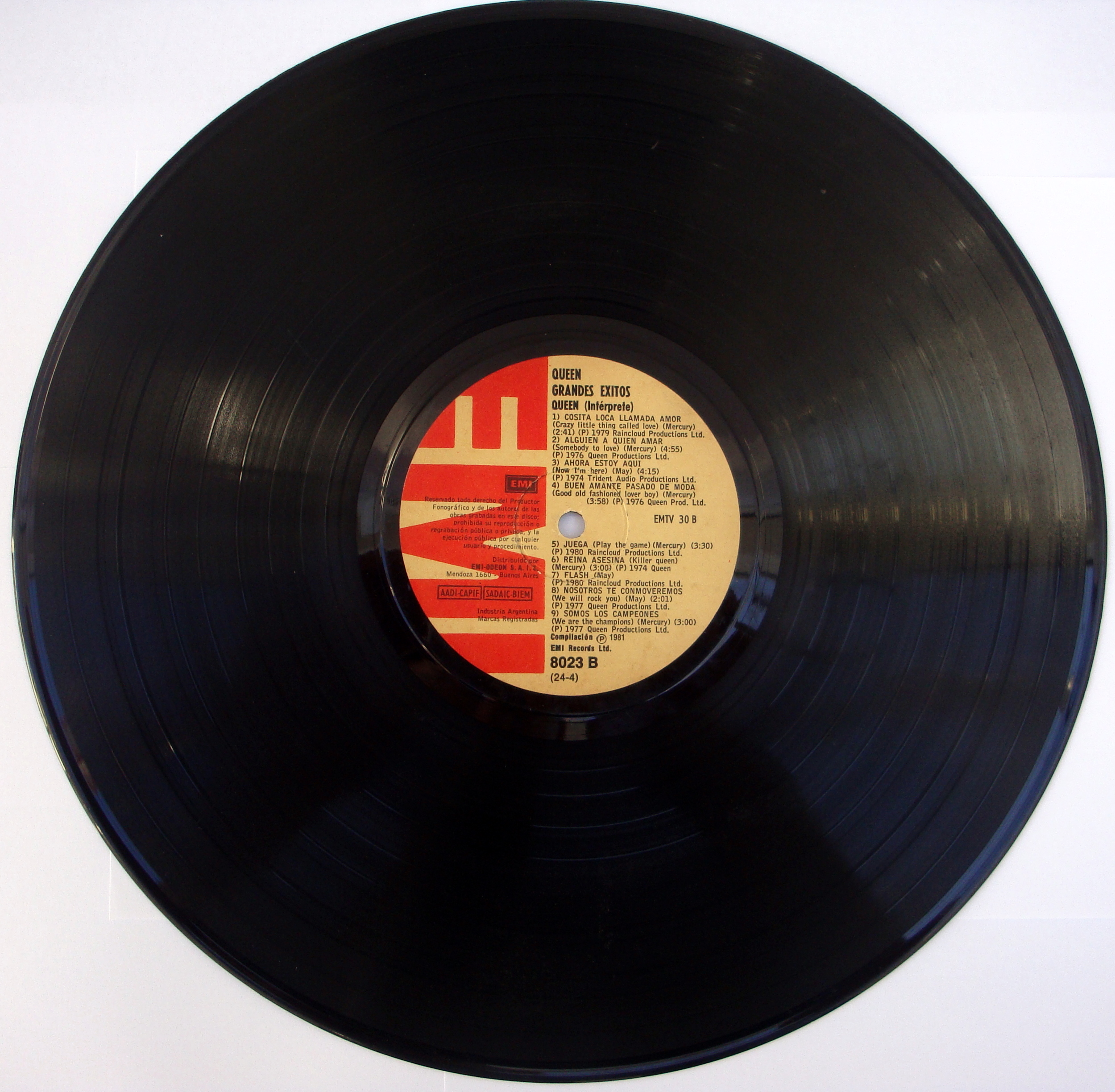
Disco de vinilo de 12 pulgadas.

Doce pulgadas (12") (que equivalen a 30,48 centímetros, en el sistema métrico decimal) es un término popular con el que se denomina a los discos fonográficos de gramófono y de vinilo de dicho tamaño. En la era del gramófono fueron utilizados para la edición de discos que requerían una capacidad superior al habitual formato de 10". Este formato fue y es el más común para la edición de discos de vinilo LP grabado a 33 RPM y en los EP o maxisencillos grabados a 45 RPM. Son de venta para el público más que para promociones. De este modo se pueden distinguir del actual soporte, el CD. Este tamaño suplantó al de los discos de gramófono de 10". Hoy en día esta es la medida con la cual se editan los discos de vinilo, a 33 RPM.